# Den Danske Statstelegraf
Den Danske Statstelegraf (Forkortet DST) var Danmarks nationale og statslige telegrafvæsen, der sendte beskeder via telegrafi, derfor kaldt telegrammer. 
Statstelegrafen − som den almindeligt blev omtalt − havde fra 1866 til 1990, hvor den ophørte, hovedstation på Købmagergade 37 i København. Denne adresse huser i dag Post & Tele Museum, hvor der udstilles på over 3000 m2.

## Historie
Hovedstationen er kendt for dens hovedbygning i København, hvor den begyndte driften i 1923. Byggeriet begyndte i 1917, endeligt afsluttet i 1925 og er tegnet af arkitekt Andreas Clemmensen. I 1950'erne begyndte teletjenesterne af flytte ud til andre adresser.